# Équipe nationale de badminton de Madagascar
 (avril 2025).

L'équipe nationale de badminton de Madagascar (Malgache : Ekipa nasionalin’ny badminton eto Madagasikara) représente Madagascar dans les compétitions internationales par équipes de badminton. L'équipe est dirigée par la Fédération malgache de badminton.
Le badminton est pratiqué à Madagascar depuis le début des années 1980. En raison du manque de financement pour l'équipement et les infrastructures à l'époque, ce sport ne pouvait être pratiqué qu'à Antananarivo, Toamasina et Antsirabe. La Fédération malgache de badminton a été créée dans les années 1980 et le pays a organisé ses premiers championnats nationaux en 1999.
L'équipe mixte malgache a fait ses débuts aux Championnats africains de badminton en 1992. Madagascar a également participé pour la première fois au badminton lors des Jeux des îles de l'océan Indien en 1990..

## Histoire

### Équipe masculine
L'équipe masculine de badminton de Madagascar a été finaliste aux Jeux des îles de l'océan Indien de 1990, mais a perdu contre l'île Maurice lors de la phase de poules. En 2003, l'équipe a pris part aux Jeux des îles de l'océan Indien. Lors de cette compétition, l'équipe a subi une défaite 5-0 contre la Réunion et l'île Maurice lors des matchs du groupe A. Cependant, lors du match contre la Réunion, l'équipe malgache a réussi à obtenir un match nul, grâce à la victoire de Lala Razakasoavina qui a marqué le premier point de l'équipe en battant Cédric Amounie sur un score de 12-15, 15-9, 15-7. Malgré cette victoire individuelle, l'équipe malgache a perdu les deux matchs suivants.
En 2019, l'équipe masculine de badminton de Madagascar a pris part aux Jeux des îles de l'océan Indien, où elle a été battue 5-0 par la Réunion et l'île Maurice lors de la phase de poules. Par la suite, l'équipe a perdu 4-1 contre les Seychelles lors du match pour la quatrième place. En 2023, l'équipe a de nouveau participé aux Jeux des îles de l'océan Indien, mais a été éliminée en demi-finale par l'île Maurice.

### Équipe féminine
En 1990, l'équipe féminine de badminton de Madagascar a terminé à la deuxième place lors de l'épreuve par équipes féminines des Jeux des îles de l'océan Indien. En 2019, l'équipe féminine a participé aux Jeux des îles de l'océan Indien aux côtés de l'équipe masculine. Lors de cette compétition, l'équipe féminine a d'abord été battue 5-0 par l'île Maurice, le pays hôte, avant de subir de nouvelles défaites, 5-0 contre les Maldives et la Réunion. En 2023, l'équipe féminine a atteint les demi-finales des Jeux des îles de l'océan Indien.

### Équipe mixte
En 1998, l'équipe mixte de badminton de Madagascar a marqué l'histoire en décrochant pour la première fois la troisième place aux Championnats d'Afrique de badminton par équipes mixtes. En 2007, l'équipe a de nouveau participé aux Championnats d'Afrique par équipes mixtes. Placée dans le groupe A aux côtés de l'Afrique du Sud, des Seychelles et du Botswana, l'équipe malgache a été éliminée lors de la phase de groupes.